# Upper Niumi

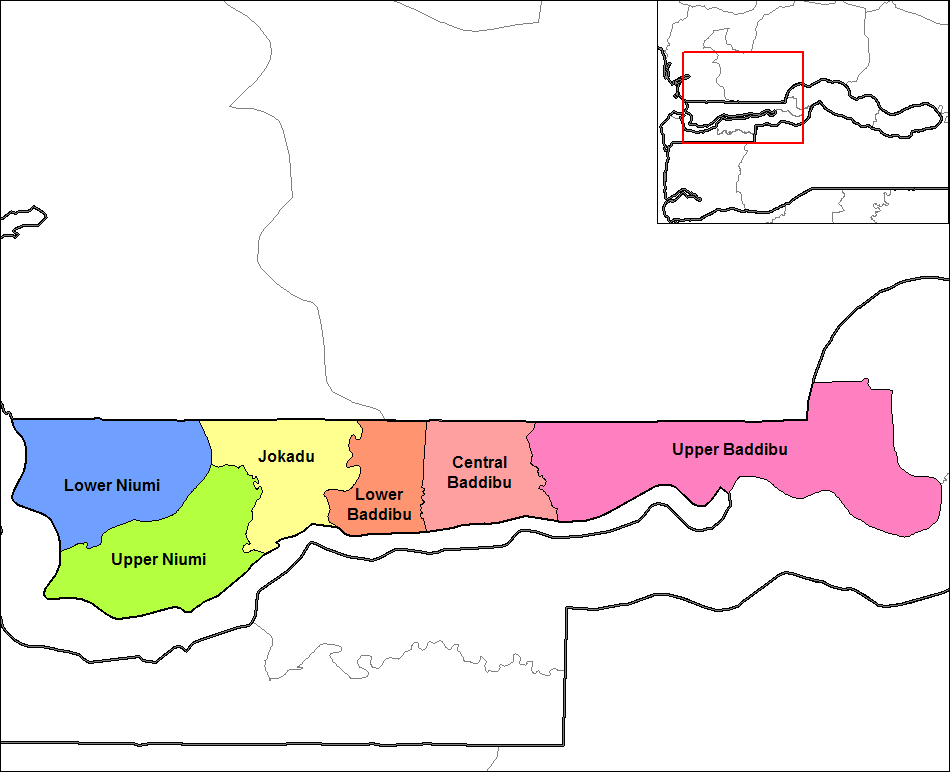
Districten van North Bank.

Upper Niumi is een van de zes districten van de divisie North Bank van Gambia.
Central Baddibu · Jokadu · Lower Baddibu · Lower Niumi · Upper Baddibu · Upper Niumi